# Engelsk klockhyacint
Engelsk klockhyacint (Hyacinthoides non-scripta) är en växtart i familjen sparrisväxter.